# La Vall d’Alba

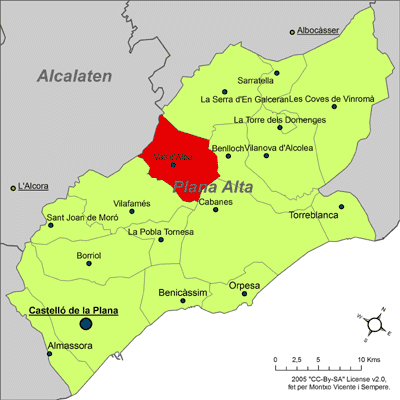
Położenie gminy na mapie comarki Plana Alta.

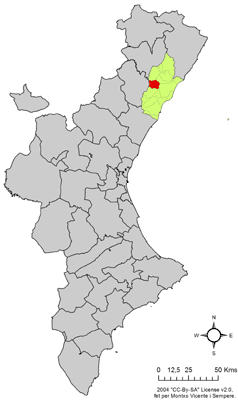
Położenie gminy na mapie Walencji.

La Vall d’Alba – gmina w Hiszpanii, we wspólnocie autonomicznej Walencja, w prowincji Castellón, w comarce Plana Alta.
Powierzchnia gminy wynosi 53 km². Zgodnie z danymi INE, w 2005 roku liczba ludności wynosiła 2045, a gęstość zaludnienia 38,66 osoby/km². Wysokość bezwzględna gminy równa jest 300 metrów. Współrzędne geograficzne gminy to 40°10'35"N, 0°2'6"E. Kod pocztowy do gminy to 12194. Obecnym burmistrzem gminy jest Francisco Martínez Capdevila z Hiszpańskiej Partii Ludowej.

## Dzielnice ipedanías
W skład gminy wchodzi 13 dzielnic i pedanías, walenckich jednostek administracyjnych:
- La Barona
- La Pelechaneta
- Les Ramblelles
- Mas de Campos
- Mas de Cholito
- Mas de la Matisa
- Mas de la Obrera
- Mas de la Sena
- Mas de Roures
- Mas de l'Ullastre
- Mas de Tot Sol
- Mas del Curro
- Montalba

## Demografia
| 1990  | 1992  | 1994  | 1996  | 1998  | 2000  | 2002  | 2004  | 2005  |
| ----- | ----- | ----- | ----- | ----- | ----- | ----- | ----- | ----- |
| 1.967 | 1.887 | 1.891 | 1.853 | 1.856 | 1.948 | 2.013 | 2.045 | 2.045 |